# Jamborita
La jamborita es un mineral hidróxido cuya composición es Ni2+1-xCo3+x(OH)2-x(SO4)x·nH2O, donde x ≤ 1/3 y n ≤ (1-x). 
Noris Morandi y Giorgio Dalrio dieron nombre a este mineral en 1973 en honor al mineralogista canadiense John Leslie Jambor (1936-2008).
Es una especie mineral redefinida, por lo que las entradas de jamborita en la literatura antes de 2015 puede que no se ajusten a la nueva redefinición.

## Propiedades
La jamborita es un mineral semitransparente de color verde cuya densidad es de 2,67 g/cm³.
Es insoluble en agua y solo lentamente soluble en frío en ácido clorhídrico diluido.
Cristaliza en el sistema trigonal, clase hexagonal escalenoedral (3m (3 2/m)).
De acuerdo a la nueva redefinición de este mineral, la jamborita es una especie mineral válida, pero bastante diferente de la descripción original. Es un sulfato básico con una estructura estratificada, no perteneciendo al supergrupo de hidrotalcita, aunque guarda semejanzas con esos minerales así como con la mooreíta. No contiene sulfuro y, además de Ni2+, tiene una pequeña cantidad de un catión trivalente (Co3+). Tras esta redefinición, se piensa que la mayoría de los revestimientos verdes en millerita son probablemente hidrohonessita; la honessita parece ser más rara y se hidrata fácilmente a hidrohonessita.

## Morfología y formación
Este mineral forma agregados de fibras paralelas y laminillas, algunas dobladas, que reemplazan agujas de millerita.
Asimismo puede adoptar hábito criptocristalino masivo.
Se le encuentra en pequeñas cavidades en rocas ofiolíticas (como en Italia, véase más abajo), aunque también en serpentinitas.
Es frecuente su asociación con millerita, calcita, dolomita, cuarzo, gaspeíta, glaukosfaerita y mcguinnessita.

## Yacimientos
La jamborita posee tres localidades tipo, todas ellas en Italia: Gaggio Montano y Grizzana Morandi (provincia de Bolonia), y Montese (provincia de Módena).
Otros depósitos en este país se encuentran en Monterenzio, Farini (provincia de Piacenza), Greve in Chianti (provincia de Florencia) y Rovegno (provincia de Génova).
En España este mineral está presente en Bellmunt del Priorato (Tarragona) y en la mina Nueva Virginia, una pequeña y antigua mina de antimonio con dos niveles situada en Lanzuela (Teruel).
En Estados Unidos hay jamborita en Halls Gap (Kentucky) y Harrodsburg (Indiana). Por su parte, Japón dispone de este mineral en la mina Nakauri (Shinshiro, prefectura de Aichi).